# Svetlana Varganova
Svetlana Varganova (n. 19 noiembrie 1964, Leningrad, RSFS Rusă, URSS) este o înotătoare ce a reprezentat Rusia, medaliată olimpică. A participat la o ediție a Jocurilor Olimpice (1980) în care a câștigat o medalie de argint.

## Participări
Lista de mai jos prezintă principalele competiții la care a participat Svetlana Varganova de-a lungul carierei.
- swimming at the 1980 Summer Olympics – women's 200 metre breaststroke[*]